# شون أوف ذا ديد
شون اوف ذا ديدهو فيلم رعب زومبي كوميدي بريطاني من إنتاج عام 2004م ومن إخراج  إدغار رايت كتب قصته رايت وسايمون بيج، ومن بطولة بيج ونيك فروست. بيج لعب دور شون، الرجل الذي يحاول  للحصول على بعض نوع من التركيز في حياته حيث انه يجب ان يتعامل مع صديقته، والدته وزوجها. في الوقت نفسه، يجب ان يتغلب على رجوع الزومبي.
الفيلم حقق نجاحا نقديا وتجاريا. ورشح شون اوف ذا ديد أيضا لجائزة بافتا. وقد حقق بيج فروست نجاحا باهرا في هذا الفيلم.
حقق الفيلم في المملكة المتحدة أرباحا تقدر ب 1.6 مليار £ من 366 دور سينما في أسبوعه الأول واحرز 6.4 مليار £ بحلول منتصف مايو. في الاسبوع الأول من عرضه في الولايات المتحدة، حصل الفيلم الولايات المتحدة 3.3 مليون $، واستحوذ على المركز السابع في البوكس اوفيس على الرغم من عرضه في  مسارح محدودة حيث انه عرض  في 607 مسارح. وقد حصل الفيلم  حول العالم  US$30,039,392 في البوكس اوفيس منذ صدوره.

## روابط خارجية
- شون أوف ذا ديد على موقع IMDb (الإنجليزية)
- شون أوف ذا ديد على موقع ميتاكريتيك (الإنجليزية)
- شون أوف ذا ديد على موقع روتن توميتوز (الإنجليزية)
- شون أوف ذا ديد على موقع نتفليكس (الإنجليزية)
- شون أوف ذا ديد على موقع قاعدة بيانات الأفلام العربية
- شون أوف ذا ديد على موقع ألو سيني (الفرنسية)
- شون أوف ذا ديد على موقع Turner Classic Movies (الإنجليزية)
- شون أوف ذا ديد على موقع أول موفي (الإنجليزية)
- شون أوف ذا ديد على موقع بوكس أوفيس موجو (الإنجليزية)
- شون أوف ذا ديد على موقع فيلمافينيتي (الإسبانية)